# Bénin aux Jeux olympiques d'été de 2016

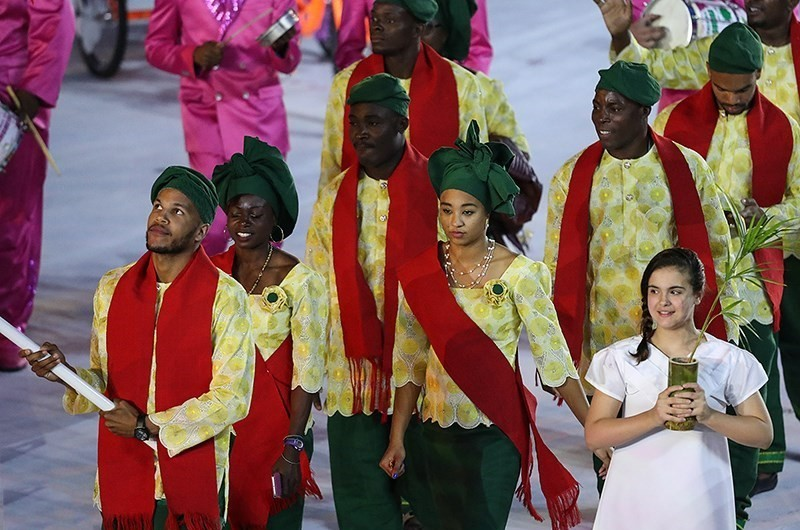
La délégation béninoise à la cérémonie d'ouverture

Le Bénin participe aux Jeux olympiques d'été de 2016 à Rio de Janeiro au Brésil du 5 août au 21 août 2016. Il s'agit de sa 11e participation à des Jeux d'été. Sa délégation est composée de 6 sportifs en athlétisme, escrime, judo et natation.

## Athlétisme
Le Bénin est représenté par deux athlètes : la coureuse de 800m Noélie Yarigo et le coureur de 200m Didier Kiki.
| Athlète       | Épreuve      | Séries        | Séries | Demi-finales  | Demi-finales | Finale   | Finale   |
| ------------- | ------------ | ------------- | ------ | ------------- | ------------ | -------- | -------- |
| Athlète       | Épreuve      | Résultat      | Rang   | Résultat      | Rang         | Résultat | Rang     |
| Didier Kiki   | 200 m hommes | 22 s 27       | 7e     | Éliminé       | Éliminé      | Éliminé  | Éliminé  |
| Noélie Yarigo | 800 m femmes | 1 min 59 s 12 | 4e     | 1 min 59 s 78 | 5e           | Éliminée | Éliminée |

## Escrime
Le double vice-champion d'Afrique (2014 et 2015) Yémi Apithy s'est qualifié en tant que l'un des deux meilleurs sabreurs de la zone Afrique. Il est éliminé au premier tour par l'allemand Max Hartung.
| Athlète     | Compétition      | 1/16 de finale               | 1/8 de finale    | Quarts de finale | Demi-finales     | Finale Match pour la médaille de bronze Matchs de classement 5-8 | Finale Match pour la médaille de bronze Matchs de classement 5-8 |
| Athlète     | Compétition      | Adversaire Score             | Adversaire Score | Adversaire Score | Adversaire Score | Adversaire Score                                                 | Rang                                                             |
| ----------- | ---------------- | ---------------------------- | ---------------- | ---------------- | ---------------- | ---------------------------------------------------------------- | ---------------------------------------------------------------- |
| Yémi Apithy | Sabre individuel | battu par Max Hartung 9 - 15 | Éliminé          | Éliminé          | Éliminé          | Éliminé                                                          | Éliminé                                                          |

## Judo
Celtus Dossou-Yovo représente le Bénin en judo en -90 kg. Après avoir éliminé le portugais Célio Dias pour son premier combat, il est battu par le suédois Marcus Nyman en huitième de finale.
| Athlète            | Compétition    | 1er tour            | 2e tour                    | 3e tour                          | Quart de finale     | Demi-finale         | Repêchage 1         | Repêchage 2         | Finale              | Rang    |
| Athlète            | Compétition    | Adversaire Résultat | Adversaire Résultat        | Adversaire Résultat              | Adversaire Résultat | Adversaire Résultat | Adversaire Résultat | Adversaire Résultat | Adversaire Résultat | Rang    |
| ------------------ | -------------- | ------------------- | -------------------------- | -------------------------------- | ------------------- | ------------------- | ------------------- | ------------------- | ------------------- | ------- |
| Celtus Dossou-Yovo | Moins de 90 kg | Exempté             | bat Célio Dias 100s1 - 1s1 | battu par Marcus Nyman 0s2 - 100 | Éliminé             | Éliminé             | Éliminé             | Éliminé             | Éliminé             | Éliminé |

## Natation
Le Bénin dispose de deux représentants en 50m nage libre : Jules Bessan et Laraïba Seibou. Ils sont tous les deux éliminés en série.
| Athlète        | Épreuve                | Séries  | Séries | Demi-finales | Demi-finales | Finale   | Finale   |
| Athlète        | Épreuve                | Temps   | Rang   | Temps        | Rang         | Temps    | Rang     |
| -------------- | ---------------------- | ------- | ------ | ------------ | ------------ | -------- | -------- |
| Jules Bessan   | 50 m nage libre hommes | 27 s 32 | 77e    | Éliminé      | Éliminé      | Éliminé  | Éliminé  |
| Laraïba Seibou | 50 m nage libre femmes | 33 s 01 | 77e    | Éliminée     | Éliminée     | Éliminée | Éliminée |